# Neomaladera rugosula
Neomaladera rugosula är en skalbaggsart som beskrevs av Escalera 1914. Neomaladera rugosula ingår i släktet Neomaladera och familjen Melolonthidae. Inga underarter finns listade i Catalogue of Life.